# Idna
Idna di Scione, o Ciane, (in greco antico: Ύδνα, Hydna; fl. 480 a.C.) è stata una nuotatrice greca antica, originaria di Scione.
Insieme al padre aiutò i Greci a vincere la battaglia di Salamina.

## Biografia
Idna apprese il nuoto dal padre Scillide (in greco antico: Σκύλλις, Skyllis), che era un tuffatore, fin dalla giovinezza. Secondo Pausania il Periegeta, prima della battaglia di Salamina i Persiani ancorarono le loro navi nelle vicinanze del monte Pelio: Idna e suo padre decisero quindi di sabotare le navi. I due cominciarono a navigare a dieci miglia di distanza dal monte Pelio ed arrivarono presso le navi nonostante il mare agitato da una tempesta. Idna, nuotando silenziosamente tra le navi, tagliò le corde per l'ormeggio usando dei coltelli e portò via le ancore sommerse. Gran parte delle navi, senza le ancore e le corde per l'ormeggio, subì dei danni ed alcune affondarono. Il sabotaggio di Idna e di Scillide fu di aiuto per i Greci, i quali in seguito sconfissero i Persiani nella battaglia navale. In seguito a Delfi furono dedicate due statue ad Idna ed a Scillide.

## Curiosità
Nel film 300 - L'alba di un impero è presente Scillide, qui chiamato Scyllias, (interpretato da Callan Mulvey), ma Idna è sostituita da un ragazzo di nome Callisto (interpretato da Jack O'Connell).